# Taxeotis calypsis
Taxeotis calypsis là một loài bướm đêm trong họ Geometridae.